# Championnat de France de rugby à XV de 4e série
Le championnat de France de rugby à XV de 4e série est le sixième échelon des championnats régionaux français de rugby à XV.
Il a été mis en place en 1919-1920. Avec la réforme des compétitions françaises actée en 2022, cette division disparaît de fait,, les clubs étant intégrés dans le championnat de France de Régionale 3.
Une équipe nouvellement créée, commence par ce championnat au niveau régional. Il a existé dans certains comités une 5e série qui ne comportait pas toutefois de championnat de France.[réf. nécessaire]

## Les compétitions territoriales

### Les phases qualificatives territoriales
Les phases qualificatives des championnats de France Honneur, Promotion d’Honneur et séries territoriales sont laissées à l’initiative des comités territoriaux.
Les compétitions territoriales (Honneur, Promotion d’Honneur, 1re série, 2e série, 3e série, 4e série) sont organisées à l’initiative de chaque comité territorial à partir du classement général de ses associations établi à l’issue de la saison précédente.
Toutefois, ces compétitions doivent être organisée de telle manière qu’elles aboutissent obligatoirement à une phases territoriale ou à une ultime et dernière phase territoriale qualifiant spécifiquement et en propre pour chacun des championnats de France ouverts à ces catégories (Honneur, Promotion d’Honneur, 1re série, 2e série, 3e série, 4e série). Il a existé un Championnat de France 5e série de 1922 à 1933.
Cette règle s’appliquera quel que soit le nombre d’associations appelées à disputer chacune des épreuves qualificatives. La phase finale territoriale devra à cet effet prévoir la répartition la plus équitable possible entre chaque série du nombre d’associations postulant aux diverses qualifications fédérales (Honneur, Promotion d’Honneur, 1re série, 2e série, 3e série, 4e série).
Les comités présentant au moins trois groupes dans leur championnat territorial seniors, ne pourront qualifier en championnat de France d’une série donnée une ou des associations qui auraient participé au quart de finale d’une compétition de niveau supérieur ou identique. Une dérogation pourra être acceptée uniquement dans le cas suivant : conséquence de la descente des associations de 3e division fédérale en séries ayant obligé le maintien d’une association dans la même série que la saison précédente.

### Les formes de compétitions territoriales

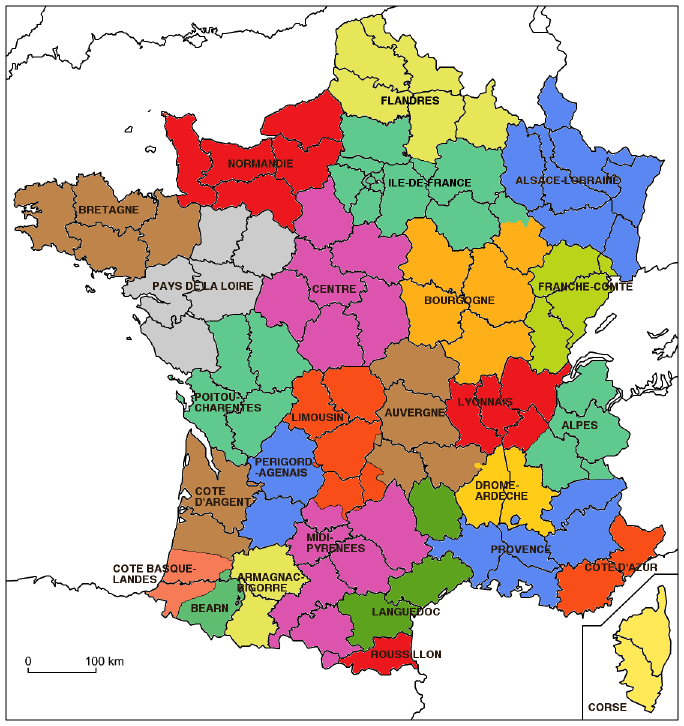
Carte des comités territoriaux jusqu'en 2017.

Carte des ligues régionales depuis 2018.

Les associations peuvent être réparties en groupes.
- Un seul groupe pourra être constitué si le comité a moins de 21 associations
- Deux groupes peuvent être constitués si le comité a de 21 à 40 associations
- Au-dessus de 40 associations, 3 groupes au moins seront constitués

Lorsque deux groupes seront constitués
- Le 1er concernera les compétitions Honneur, Promotion d’Honneur et 1re série
- Le 2e concernera les compétitions 2e série, 3e série et 4e série

Lorsque trois groupes seront constitués
- Le 1er groupe pourra concerner :
  - Soit la compétition Honneur seule
  - Ou la compétition Honneur et Promotion d’Honneur
- Le 2e groupe concernera :
  - La compétition Promotion Honneur seule
  - ou la compétition Promotion Honneur et 1re série
  - ou la compétition Promotion Honneur, 1re série et 2e série
  - ou la compétition 1re série et 2e série
- Le 3e groupe concernera les Séries qui ne sont pas dans les deux 1er groupes (les 3e série et 4e série voire 5e série)

## Principe de classement
À la fin des matchs de poules, le classement des équipes par poule est établi en fonction des points terrain obtenus desquels sont retranchés, s’il y a lieu les points de pénalisation.
Le classement général des équipes participant à la même compétition est réalisée de la façon suivante :
1. – Classement des 1er de poule entre eux
2. – Classement des 2e de poule entre eux
3. – Classement des 3e de poule entre eux
4. – et ainsi de suite

Le classement général détermine la qualification, les oppositions et les descentes.

## Palmarès
| Année       | Champion                                                          | Ligue ou comité régional                                          | Comité départemental                                              | Score                                                             | Finaliste                                                         | Ligue ou comité régional                                          | Comité départemental                                              |
| ----------- | ----------------------------------------------------------------- | ----------------------------------------------------------------- | ----------------------------------------------------------------- | ----------------------------------------------------------------- | ----------------------------------------------------------------- | ----------------------------------------------------------------- | ----------------------------------------------------------------- |
| 1920        | SC Graulhet                                                       | Midi-Pyrénées                                                     | Tarn                                                              | 3-0                                                               | RC Podensac                                                       | Côte d’Argent                                                     | Gironde                                                           |
| 1921        | US montréjeaulaise                                                | Midi-Pyrénées                                                     | Haute-Garonne                                                     | 8-3                                                               | Réveil basco-béarnais de Sucy-en-Brie                             | Île-de-France                                                     | Seine-et-Oise                                                     |
| 1922        | Pédale Vellavienne                                                | Auvergne                                                          | Haute-Loire                                                       | 6-0                                                               | GS Figeac                                                         | Limousin                                                          | Lot                                                               |
| 1923        | FC Carmaux                                                        | Midi-Pyrénées                                                     | Tarn                                                              | 8-3                                                               | Béarn Sporting Club                                               | Béarn                                                             | Basses-Pyrénées                                                   |
| 1924        | SC Nègrepelisse                                                   | Midi-Pyrénées                                                     | Tarn-et-Garonne                                                   | 8-3                                                               | Stade Rieux-Minervois                                             | Languedoc                                                         | Aude                                                              |
| 1925        | Castelnau-Magnoac-Tajan FC                                        | Armagnac-Bigorre                                                  | Hautes-Pyrénées                                                   | 9-0                                                               | AS Quarante                                                       | Languedoc                                                         | Hérault                                                           |
| 1926        | AS Cuxac-d'Aude                                                   | Languedoc                                                         | Aude                                                              | 18-5                                                              | CASBNC Paris                                                      | Île-de-France                                                     | Paris                                                             |
| 1927        | AS Lisle sur Tarn                                                 | Midi-Pyrénées                                                     | Tarn                                                              | 6-3                                                               | La Clodo                                                          | Île-de-France                                                     | Paris                                                             |
| 1928        | UA Bages                                                          | Roussillon                                                        | Pyrénées-Orientales                                               | 3-0                                                               | Arlequins de Graulhet                                             | Midi-Pyrénées                                                     | Tarn                                                              |
| 1929        | CA Morcenx                                                        | Côte d’Argent                                                     | Landes                                                            | 16-0                                                              | Saint-Marcellin Sport                                             | Alpes                                                             | Isère                                                             |
| 1930        | AS Bourse de Paris                                                | Île-de-France                                                     | Paris                                                             | 10-3                                                              | US Mourillon de Toulon                                            | Provence                                                          | Var                                                               |
| 1931        | SC Perpignan                                                      | Roussillon                                                        | Pyrénées-Orientales                                               | 6-0                                                               | SS Alsthom                                                        | ?                                                                 | ?                                                                 |
| 1932        | SC Graulhet                                                       | Midi-Pyrénées                                                     | Tarn                                                              | 17-3                                                              | FC Tournon-Tain                                                   | Drôme-Ardèche                                                     | Ardèche et Drôme                                                  |
| 1933        | CCA Capdenac                                                      | Midi-Pyrénées                                                     | Lot                                                               | 14-3                                                              | US Montmélian                                                     | Alpes                                                             | Savoie                                                            |
| 1934        | ?                                                                 | ?                                                                 | ?                                                                 | ?-?                                                               | ?                                                                 | ?                                                                 | ?                                                                 |
| 1935        | ES Gimont                                                         | Armagnac-Bigorre                                                  | Gers                                                              | 11-0                                                              | US Sarliac sur l’Isle                                             | Périgord-Agenais                                                  | Dordogne                                                          |
| 1936        | CA Pompadour                                                      | Limousin                                                          | Corrèze                                                           | 3-0                                                               | EC Port Vendres                                                   | Roussillon                                                        | Pyrénées-Orientales                                               |
| 1937        | CA Castelsarrasin                                                 | Midi-Pyrénées                                                     | Tarn-et-Garonne                                                   | 11-8                                                              | La Voulte sportif                                                 | Drôme-Ardèche                                                     | Ardèche                                                           |
| 1938        | Toulouse Bonhoure Providence Sports                               | Midi-Pyrénées                                                     | Haute-Garonne                                                     | 15-3                                                              | RC Dijon                                                          | Bourgogne                                                         | Côte-d'Or                                                         |
| 1939        | ES montilienne                                                    | Provence                                                          | Vaucluse                                                          | 9-3                                                               | Cadets de Gascogne de Paris                                       | Île-de-France                                                     | Paris                                                             |
| 1940 à 1946 | Pas de championnat                                                | Pas de championnat                                                | Pas de championnat                                                | Pas de championnat                                                | Pas de championnat                                                | Pas de championnat                                                | Pas de championnat                                                |
| 1947        | US Couze-Lalinde                                                  | Périgord-Agenais                                                  | Dordogne                                                          | 3-0                                                               | AS Canet-d'Aude                                                   | Languedoc                                                         | Aude                                                              |
| 1948        | Aure Olympique Pays d'Aure                                        | Armagnac-Bigorre                                                  | Hautes-Pyrénées                                                   | 13-3                                                              | US Sainte Florine                                                 | Auvergne                                                          | Haute-Loire                                                       |
| 1949        | RC Noves                                                          | Provence                                                          | Bouches-du-Rhône                                                  | 9-3                                                               | JS Saint-Astier                                                   | Périgord-Agenais                                                  | Dordogne                                                          |
| 1950        | GA Bazet                                                          | Armagnac-Bigorre                                                  | Hautes-Pyrénées                                                   | 14-9                                                              | US Neuvic                                                         | Limousin                                                          | Corrèze                                                           |
| 1951        | SA Lesparre                                                       | Côte d’Argent                                                     | Gironde                                                           | 6-3                                                               | US Izeaux                                                         | Alpes                                                             | Isère                                                             |
| 1952        | ES Cazouls les Béziers                                            | Languedoc                                                         | Hérault                                                           | 0-0                                                               | JS Riscle                                                         | Armagnac-Bigorre                                                  | Gers                                                              |
| 1953        | US Capendu                                                        | Languedoc                                                         | Aude                                                              | 12-0                                                              | JS Labouheyre                                                     | Côte d’Argent                                                     | Landes                                                            |
| 1954        | CS Saint Symphorien d’Ozon                                        | Lyonnais                                                          | Rhône                                                             | 3-0                                                               | US Cuxac-d'Aude                                                   | Languedoc                                                         | Aude                                                              |
| 1955        | JS Riscle                                                         | Armagnac-Bigorre                                                  | Gers                                                              | 6-3                                                               | RC Ponteilla                                                      | Roussillon                                                        | Pyrénées-Orientales                                               |
| 1956        | Stade Maubourguet                                                 | Armagnac-Bigorre                                                  | Hautes-Pyrénées                                                   | 6-3                                                               | US Plaisance du Gers                                              | Armagnac-Bigorre                                                  | Gers                                                              |
| 1957        | Juillan Sport                                                     | Armagnac-Bigorre                                                  | Hautes-Pyrénées                                                   | ?-?                                                               | CA Pompadour                                                      | Limousin                                                          | Corrèze                                                           |
| 1958        | RS Mauvezin                                                       | Armagnac-Bigorre                                                  | Gers                                                              | 14-8                                                              | RO Châteauneuf-du-Pape                                            | Provence                                                          | Vaucluse                                                          |
| 1959        | JS Labouheyre                                                     | Côte d’Argent                                                     | Landes                                                            | 3-0                                                               | US Saint-Étienne-de-Saint-Geoirs                                  | Alpes                                                             | Isère                                                             |
| 1960        | US Argelès Gazost                                                 | Armagnac-Bigorre                                                  | Hautes-Pyrénées                                                   | 6-3                                                               | CAC Grignols                                                      | Côte d’Argent                                                     | Gironde                                                           |
| 1961        | USA Mirande                                                       | Armagnac-Bigorre                                                  | Gers                                                              | 6-3                                                               | SC Saint Jean en Royans                                           | Drôme-Ardèche                                                     | Drôme                                                             |
| 1962        | AS Quarante                                                       | Languedoc                                                         | Hérault                                                           | 11-0                                                              | UA Issigeac                                                       | Périgord-Agenais                                                  | Dordogne                                                          |
| 1963        | CO Sigean                                                         | Languedoc                                                         | Aude                                                              | 0-0                                                               | Toulouse (Quel sigle ?[Quoi ?])                                   | Midi-Pyrénées                                                     | Haute-Garonne                                                     |
| 1964        | RS Mauvezin                                                       | Armagnac-Bigorre                                                  | Gers                                                              | 6-0                                                               | AS Autun                                                          | Bourgogne                                                         | Saône-et-Loire                                                    |
| 1965        | ES Léon                                                           | Côte basque Landes                                                | Landes                                                            | 11-3                                                              | JS Oursbelille                                                    | Armagnac-Bigorre                                                  | Hautes-Pyrénées                                                   |
| 1966        | ASPTT Bordeaux                                                    | Côte d’Argent                                                     | Gironde                                                           | 8-3                                                               | Valence Olympique                                                 | Midi-Pyrénées                                                     | Tarn                                                              |
| 1967        | US L'Isle-Jourdain                                                | Armagnac-Bigorre                                                  | Gers                                                              | 16-8                                                              | CO Lespignan                                                      | Languedoc                                                         | Hérault                                                           |
| 1968        | SC Captieux                                                       | Côte d’Argent                                                     | Gironde                                                           | 6-5                                                               | VS Chartres                                                       | Centre                                                            | Eure-et-Loir                                                      |
| 1969        | CA Larche                                                         | Limousin                                                          | Corrèze                                                           | 17-3                                                              | AS Ampuis-Côte Rotie                                              | Lyonnais                                                          | Rhône                                                             |
| 1970        | CO Lespignan                                                      | Languedoc                                                         | Hérault                                                           | 6-3                                                               | UA Issigeac                                                       | Périgord-Agenais                                                  | Dordogne                                                          |
| 1971        | US Lectoure FL Haut-Vernet                                        | Armagnac-Bigorre Roussillon                                       | Gers Pyrénées-Orientales                                          | 6-6                                                               | —                                                                 | —                                                                 | —                                                                 |
| 1972        | Parentis en Born SR                                               | Côte d’Argent                                                     | Landes                                                            | 10-3                                                              | AS Mantes                                                         | Île-de-France                                                     | Yvelines                                                          |
| 1973        | US Nissan                                                         | Languedoc                                                         | Hérault                                                           | 23-4                                                              | RC Massy                                                          | Île-de-France                                                     | Essonne                                                           |
| 1974        | Montpellier UC                                                    | Languedoc                                                         | Hérault                                                           | 8-3                                                               | US Crest                                                          | Drôme-Ardèche                                                     | Drôme                                                             |
| 1975        | US Canton d’Alban                                                 | Midi-Pyrénées                                                     | Tarn                                                              | 19-0                                                              | USAFSVA Ruelle                                                    | Poitou-Charentes                                                  | Charente                                                          |
| 1976        | Narbonne UC                                                       | Languedoc                                                         | Aude                                                              | 12-7                                                              | Tournay Sport                                                     | Armagnac-Bigorre                                                  | Hautes-Pyrénées                                                   |
| 1977        | Stade olympique villelonguet                                      | Roussillon                                                        | Pyrénées-Orientales                                               | 18-8                                                              | US La Bastide-sur-l'Hers                                          | Midi-Pyrénées                                                     | Ariège                                                            |
| 1978        | AS Cours la Ville                                                 | Lyonnais                                                          | Rhône                                                             | 12-9                                                              | AS Vinça                                                          | Roussillon                                                        | Pyrénées-Orientales                                               |
| 1979        | US Bardos                                                         | Côte basque Landes                                                | Pyrénées-Atlantiques                                              | 15-7                                                              | CS Saint Amour                                                    | Franche-Comté                                                     | Jura                                                              |
| 1980        | US Sainte Marie la Mer                                            | Roussillon                                                        | Pyrénées-Orientales                                               | 24-16                                                             | RC Argentan                                                       | Normandie                                                         | Orne                                                              |
| 1981        | ES Léon                                                           | Côte basque Landes                                                | Landes                                                            | 16-4                                                              | US Salles-d'Aude                                                  | Languedoc                                                         | Aude                                                              |
| 1982        | US Tautavel-Vingrau                                               | Roussillon                                                        | Pyrénées-Orientales                                               | 30-4                                                              | RC Thann                                                          | Alsace-Lorraine                                                   | Haut-Rhin                                                         |
| 1983        | Avenir Masseube                                                   | Armagnac-Bigorre                                                  | Gers                                                              | 11-9                                                              | OC Châteaudun                                                     | Centre                                                            | Eure-et-Loir                                                      |
| 1984        | Avenir Toulouse Saint-Cyprien                                     | Midi-Pyrénées                                                     | Haute-Garonne                                                     | 9-0                                                               | CA Orgnac                                                         | Limousin                                                          | Corrèze                                                           |
| 1985        | US Herm                                                           | Côte basque Landes                                                | Landes                                                            | 30-7                                                              | RC Lanester                                                       | Bretagne                                                          | Morbihan                                                          |
| 1986        | Rivesaltes XV                                                     | Roussillon                                                        | Pyrénées-Orientales                                               | 15-3                                                              | AS Quarante                                                       | Languedoc                                                         | Hérault                                                           |
| 1987        | Tournay Sport                                                     | Armagnac-Bigorre                                                  | Hautes-Pyrénées                                                   | 10-0                                                              | RC Villars-les-Dombes                                             | Lyonnais                                                          | Ain                                                               |
| 1988        | US Sault de Navailles                                             | Côte basque Landes                                                | Pyrénées-Atlantiques                                              | 15-3                                                              | RC Mauguio                                                        | Languedoc                                                         | Hérault                                                           |
| 1989        | US Pomarez                                                        | Côte basque Landes                                                | Landes                                                            | 15-6                                                              | ES Saint-André-de-Roquelongue                                     | Languedoc                                                         | Aude                                                              |
| 1990        | AS Saint-Martin-de-Seignanx                                       | Côte basque Landes                                                | Landes                                                            | 18-15                                                             | US Trèbes                                                         | Languedoc                                                         | Aude                                                              |
| 1991        | SC Saint-Clar                                                     | Armagnac-Bigorre                                                  | Gers                                                              | 16-6                                                              | US Torreilles                                                     | Roussillon                                                        | Pyrénées-Orientales                                               |
| 1992        | RC Leucate                                                        | Languedoc                                                         | Aude                                                              | 16-7                                                              | RC Ponteilla                                                      | Roussillon                                                        | Pyrénées-Orientales                                               |
| 1993        | US La Clape Plage                                                 | Languedoc                                                         | Aude                                                              | 10-8                                                              | Collioure XV                                                      | Roussillon                                                        | Pyrénées-Orientales                                               |
| 1994        | US Ayguette                                                       | Armagnac-Bigorre                                                  | Hautes-Pyrénées                                                   | 14-3                                                              | AS Bompas                                                         | Roussillon                                                        | Pyrénées-Orientales                                               |
| 1995        | Sarako Izarra Rugby de Sare                                       | Côte basque Landes                                                | Pyrénées-Atlantiques                                              | 9-8                                                               | ES Saint-André-de-Roquelongue                                     | Languedoc                                                         | Aude                                                              |
| 1996        | Stade olympique villelonguet                                      | Roussillon                                                        | Pyrénées-Orientales                                               | 25-15                                                             | US Montayral                                                      | Périgord-Agenais                                                  | Lot-et-Garonne                                                    |
| 1997        | US Montréal du Gers                                               | Armagnac-Bigorre                                                  | Gers                                                              | 19-18                                                             | ASC Aureilhan                                                     | Armagnac-Bigorre                                                  | Hautes-Pyrénées                                                   |
| 1998        | Stade Villecomtal d’Arros                                         | Armagnac-Bigorre                                                  | Gers                                                              | 26-11                                                             | US Villejuif                                                      | Île-de-France                                                     | Val-de-Marne                                                      |
| 1999        | RC Ponteilla                                                      | Roussillon                                                        | Pyrénées-Orientales                                               | 30-18                                                             | RC Arles sur Tech-Amélie les Bains                                | Roussillon                                                        | Pyrénées-Orientales                                               |
| 2000        | US Torreilles                                                     | Roussillon                                                        | Pyrénées-Orientales                                               | 22-9                                                              | Entente RC Colombiers-US Montady                                  | Languedoc                                                         | Hérault                                                           |
| 2001        | US Pomarez                                                        | Côte basque Landes                                                | Landes                                                            | 27-15                                                             | CO Gargenville                                                    | Île-de-France                                                     | Yvelines                                                          |
| 2002        | US Cambo-les-Bains                                                | Côte basque Landes                                                | Pyrénées-Atlantiques                                              | 13-6                                                              | ES Portiragnes-Cers                                               | Languedoc                                                         | Hérault                                                           |
| 2003        | Salanque XV                                                       | Roussillon                                                        | Pyrénées-Orientales                                               | 21-9                                                              | RC Lannepax                                                       | Armagnac-Bigorre                                                  | Gers                                                              |
| 2004        | CO Saint-Lary-Soulan                                              | Armagnac-Bigorre                                                  | Hautes-Pyrénées                                                   | 15-13                                                             | UA Laloubère                                                      | Armagnac-Bigorre                                                  | Hautes-Pyrénées                                                   |
| 2005        | US Sauveterre de Béarn                                            | Côte basque Landes                                                | Pyrénées-Atlantiques                                              | 18-15                                                             | Latour Bas Elne Olympique Rugby                                   | Roussillon                                                        | Pyrénées-Orientales                                               |
| 2006        | RC Alaric (Capendu-Douzens)                                       | Languedoc                                                         | Aude                                                              | 21-21                                                             | Rabastens de Bigorre XV                                           | Armagnac-Bigorre                                                  | Hautes-Pyrénées                                                   |
| 2007        | SC Lasseube                                                       | Béarn                                                             | Pyrénées-Atlantiques                                              | 10-6                                                              | RC Saint-Jean-du-Var                                              | Côte d’Azur                                                       | Var                                                               |
| 2008        | US aspoise (Bedous)                                               | Béarn                                                             | Pyrénées-Atlantiques                                              | 21-10                                                             | RC Plateau 25                                                     | Franche-Comté                                                     | Doubs                                                             |
| 2009        | US Montréal du Gers                                               | Armagnac-Bigorre                                                  | Gers                                                              | 24-12                                                             | UAR Puyoô                                                         | Côte basque Landes                                                | Pyrénées-Atlantiques                                              |
| 2010        | Real Soldevilla campétois                                         | Côte basque Landes                                                | Landes                                                            | 19-15                                                             | Stade Villecomtal d'Arros                                         | Armagnac-Bigorre                                                  | Gers                                                              |
| 2011        | US Plaisance-du-Gers                                              | Armagnac-Bigorre                                                  | Gers                                                              | 29-7                                                              | US Capvern                                                        | Armagnac-Bigorre                                                  | Hautes-Pyrénées                                                   |
| 2012        | AS Buzy                                                           | Béarn                                                             | Pyrénées-Atlantiques                                              | 53-0                                                              | Montbard-Chatillon-sur-Seine                                      | Bourgogne                                                         | Côte-d'Or                                                         |
| 2013        | RO Védasien                                                       | Languedoc                                                         | Hérault                                                           | 40-0                                                              | RC Cantonal Salignacois                                           | Périgord-Agenais                                                  | Dordogne                                                          |
| 2014        | Sport athlétique Litois                                           | Côte basque Landes                                                | Landes                                                            | 16-7                                                              | RC buguois                                                        | Périgord-Agenais                                                  | Dordogne                                                          |
| 2015        | Paris XO Rugby                                                    | Île-de-France                                                     | Paris 18e                                                         | 24-23                                                             | US Menditte                                                       | Côte basque Landes                                                | Pyrénées-Atlantiques                                              |
| 2016        | US Boulonnaise                                                    | Midi-Pyrénées                                                     | Haute-Garonne                                                     | 41-7                                                              | AOCB Caudecoste                                                   | Périgord-Agenais                                                  | Lot-et-Garonne                                                    |
| 2017        | Joyeuse sportive à XV de Saint-Paul-les-Romans                    | Drôme-Ardèche                                                     | Drôme                                                             | 43-19                                                             | Racing Nanterre rugby                                             | Île-de-France                                                     | Hauts-de-Seine                                                    |
| 2018        | US aspoise (Bedous)                                               | Nouvelle-Aquitaine                                                | Pyrénées-Atlantiques                                              | 42-7                                                              | Rugby Club Conflans Herblay Val de Seine                          | Île-de-France                                                     | Val-d'Oise                                                        |
| 2019,       | EO La Palme                                                       | Occitanie                                                         | Aude                                                              | 25-13                                                             | RC Lons                                                           | Nouvelle-Aquitaine                                                | Pyrénées-Atlantiques                                              |
| 2020        | Championnat arrêté en cours de saison. Aucun titre n'est décerné. | Championnat arrêté en cours de saison. Aucun titre n'est décerné. | Championnat arrêté en cours de saison. Aucun titre n'est décerné. | Championnat arrêté en cours de saison. Aucun titre n'est décerné. | Championnat arrêté en cours de saison. Aucun titre n'est décerné. | Championnat arrêté en cours de saison. Aucun titre n'est décerné. | Championnat arrêté en cours de saison. Aucun titre n'est décerné. |
| 2021        | Championnat arrêté en cours de saison. Aucun titre n'est décerné. | Championnat arrêté en cours de saison. Aucun titre n'est décerné. | Championnat arrêté en cours de saison. Aucun titre n'est décerné. | Championnat arrêté en cours de saison. Aucun titre n'est décerné. | Championnat arrêté en cours de saison. Aucun titre n'est décerné. | Championnat arrêté en cours de saison. Aucun titre n'est décerné. | Championnat arrêté en cours de saison. Aucun titre n'est décerné. |
| 2022        | Avant Garde de Thèze                                              | Nouvelle-Aquitaine                                                | Pyrénées-Atlantiques                                              | 25-21                                                             | Ovalie Villecomtal Rabastens                                      | Occitanie                                                         | Hautes-Pyrénées                                                   |